# PGA Tour 2024
Navigation
Édition précédente Édition suivante
Le PGA Tour 2024 est la cent-neuvième édition du PGA Tour, circuit masculin de golf, qui se déroule du 3 janvier 2024 au 29 septembre 2024 principalement aux États-Unis. Trente-neuf tournois sont programmés, suivi de huit tournois d'automne (FedEx Fall).
Il s'agit en 2024 du circuit hégémonique du golf masculin qui se déroule principalement aux États-Unis. Les autres circuits concurrentiels sont le LIV Golf, créé en 2022 et qui a recruté Jon Rahm, et à degré moindre le DP World Tour (circuit européen), l'Asian Tour (circuit asiatique), le PGA Tour of Australasia (circuit océanique), le Japan Golf Tour (circuit japonais) et le Sunshine Tour (circuit sud-africain).

## Préparation de l'évènement
La PGA opère différents changements pour cette saison 2024 : 
- Le calendrier est revue et débute à partir de janvier ;
- Les « évènements désignés » (« Designated events ») sont renommés les « évènements signature » « signature events » ;
- Les 50 meilleurs golfeurs au classement de la FedEx des saisons précédentes sont éligibles à tous les « évènements signature », ainsi que les vainqueurs des tournois, le top 30 mondial et les meilleurs golfeurs du classement ;
- Les golfeurs ne sont plus obligés de prendre part aux « évènements signature » ;
- Les seuls « évènements signature » à posséder un Cut sont le Genesis Invitational, l'Arnold Palmer Invitational et the Memorial Tournament ;
- Les gains du top 10 sont doublés ;

### Investissement de la PGA
En raison de l'arrivée du circuit du LIV Golf et le départ de nombreux golfeurs dont celui retentissant de Jon Rahm en décembre 2023, le PGA est contraint de revoir ses investissements. Dans cet objectif, le PGA officialise une levée de fonds opérée par le fonds d'investissement nord-américain « Strategic Sports Group » d'un montant de 3 milliards de dollars, valorisant le circuit à 12 milliards de dollars. Les joueurs recevront 900 millions de dollars (environ 828 millions d'euros) sous forme d'actions, par ordre de niveau de jeu.
Cette annonce suspend les pourparlers de fusion entre le circuit de la PGA et le LIV Golf.

## Calendrier de la saison 2024
L'édition 2024 se déroule du 3 janvier 2024 au 24 novembre 2024.
| Date       | Tournoi                                          | Catégorie       | Dotation (US$) | Vainqueur individuel              | OWGR points |
| ---------- | ------------------------------------------------ | --------------- | -------------- | --------------------------------- | ----------- |
| 07/01/2024 | The Sentry, Hawaï                                | Signature       | 20 000 000 $   | Chris Kirk (6)                    | 60,00       |
| 14/01/2024 | Sony Open, Hawaï                                 |                 | 8 300 000 $    | Grayson Murray (2)                | 48,96       |
| 21/01/2024 | The American Express , Californie                |                 | 8 400 000 $    | Nick Dunlap (1)                   | 55,69       |
| 27/01/2024 | Farmers Insurance Open, Californie               |                 | 9 000 000 $    | Matthieu Pavon (1)                | 55,16       |
| 04/02/2024 | AT&T Pebble Beach Pro-Am, Californie             | Signature       | 20 000 000 $   | Wyndham Clark (3)                 | 71,77       |
| 11/02/2024 | WM Phoenix Open, Arizona                         |                 | 8 800 000 $    | Nick Taylor (4)                   | 55,84       |
| 18/02/2024 | Genesis Open, Californie                         | Signature       | 20 000 000 $   | Hideki Matsuyama (9)              | 68,54       |
| 25/02/2024 | Mexican Open, Mexique                            |                 | 8 100 000 $    | Jake Knapp (1)                    | 31,11       |
| 04/03/2024 | Cognizant Classic, Floride                       |                 | 9 000 000 $    | Austin Eckroat (1)                | 50,65       |
| 10/03/2024 | Arnold Palmer Invitational, Floride              | Signature       | 20 000 000 $   | Scott Scheffler (7)               | 67.97       |
| 10/03/2024 | Open de Porto Rico, Porto Rico                   |                 | 4 000 000 $    | Brice Garnett (7)                 | 20.36       |
| 17/03/2024 | The Players Championship, Floride                | Évènement phare | 25 000 000 $   | Scott Scheffler (8)               | 80          |
| 24/03/2024 | Valspar Championship, Floride                    |                 | 8 400 000 $    | Peter Malnati (2)                 | 50.58       |
| 31/03/2024 | Texas Children's Houston Open, Texas             |                 | 9 100 000 $    | Stephan Jäger (1)                 | 44.65       |
| 07/04/2024 | Valero Texas Open, Texas                         |                 | 9 200 000 $    | Akshay Bhatia (2)                 | 55.63       |
| 14/04/2024 | The Masters, Géorgie                             | Tournoi majeur  | 20 000 000 $   | Scott Scheffler (9)               | 100         |
| 21/04/2024 | Corales Puntacana Championship, Rép. dominicaine |                 | 4 000 000 $    | Billy Horschel (7)                | 24.19       |
| 22/04/2024 | RBC Heritage, Caroline du Sud                    | Signature       | 20 000 000 $   | Scott Scheffler (10)              | 63.90       |
| 28/04/2024 | Zurich Classic of New Orleans, Louisiane         | Par équipes     | 8 900 000 $    | Rory McIlroy (27) Shane Lowry (6) | -           |
| 05/05/2024 | CJ Cup Byron Nelson, Texas                       |                 | 9 500 000 $    | Taylor Pendrith (1)               | 41.81       |
| 12/05/2024 | Wells Fargo Championship, Caroline du Nord       | Signature       | 20 000 000 $   | Rory McIlroy (28)                 | 60.84       |
| 12/05/2024 | Myrtle Beach Classic, Caroline du Sud            |                 | 4 000 000 $    | Chris Gotterup (1)                | 25.34       |
| 19/05/2024 | Championnat de la PGA, Kentucky                  | Tournoi majeur  | 18 500 000 $   | Xander Schauffele (6)             | 100         |
| 26/05/2024 | Charles Schwab Challenge, Texas                  |                 | 9 100 000 $    | Davis Riley (2)                   | 52.05       |
| 02/06/2024 | RBC Canadian Open, Canada                        |                 | 9 400 000 $    | Robert MacIntyre (2)              | 43.79       |
| 09/06/2024 | Memorial Tournament, Ohio                        | Signature       | 20 000 000 $   | Scott Scheffler (11)              | 70.12       |
| 16/06/2024 | Open américain, Caroline du Nord                 | Tournoi majeur  | 21 500 000 $   | Bryson DeChambeau (10)            | 100         |
| 23/06/2024 | Travelers Championship, Connecticut              | Signature       | 20 000 000 $   | Scott Scheffler (12)              | 66.04       |
| 30/06/2024 | Rocket Mortgage Classic, Michigan                |                 | 9 200 000 $    | Cameron Davis (2)                 | 41.03       |
| 07/07/2024 | John Deere Classic, Illinois                     |                 | 7 800 000 $    | Davis Thompson (1)                | 38.33       |
| 14/07/2024 | Genesis Scottish Open, Écosse                    |                 | 9 000 000 $    | Robert MacIntyre (3)              | 65.38       |
| 14/07/2024 | Kentucky Championship, Kentucky                  |                 | 4 000 000 $    | Harry Hall (1)                    | 25.12       |
| 21/07/2024 | Open britannique, Grande-Bretagne                | Tournoi majeur  | 17 000 000 $   | Xander Schauffele (7)             | 100         |
| 21/07/2024 | Barracuda Championship, Californie               |                 | 4 000 000 $    | Nick Dunlap (2)                   | 27.34       |
| 28/07/2024 | 3M Open, Minnesota                               |                 | 8 300 000 $    | Jhonattan Vegas (4)               | 40.62       |
| 11/08/2024 | Wyndham Championship, Caroline du Nord           |                 | 7 900 000 $    | Aaron Rai (1)                     | 50.15       |
| 18/08/2024 | FedEx St. Jude Championship, Tennessee           | FedEx Cup       | 20 000 000 $   | Hideki Matsuyama (10)             | 70.03       |
| 25/08/2024 | Championnat BMW, Colorado                        | FedEx Cup       | 20 000 000 $   | Keegan Bradley (6)                | 59.70       |
| 01/09/2024 | Tour Championship, Géorgie                       | FedEx Cup       | 100 000 000 $  | Scott Scheffler (13)              | 47.63       |
| 15/09/2024 | Procore Championship, Californie                 | FedEx Fall      | 6 000 000 $    | Patton Kizzire (3)                | 36.45       |
| 06/10/2024 | Sanderson Farms Championship, Mississippi        | FedEx Fall      | 7 600 000 $    | Chun-an Yu (1)                    | 30.89       |
| 13/10/2024 | Black Desert Championship, Utah                  | FedEx Fall      | 7 500 000 $    | Matt McCarty (1)                  | 28.79       |
| 20/10/2024 | Shriners Children's Open, Nevada                 | FedEx Fall      | 7 000 000 $    | J.T. Poston (3)                   | 35.85       |
| 27/10/2024 | Zozo Championship, Japon                         | FedEx Fall      | 8 500 000 $    | Nico Echavarría (2)               | 40.43       |
| 10/11/2024 | World Wide Technology Championship, Mexique      | FedEx Fall      | 7 200 000 $    | Austin Eckroat (2)                | 26.07       |
| 17/11/2024 | Butterfield Bermuda Championship, Bermudes       | FedEx Fall      | 6 900 000 $    | Rafael Campos (1)                 | 22,05       |
| 24/11/2024 | RSM Classic, Géorgie                             | FedEx Fall      | 8 000 000 $    | Maverick McNealy (1)              | 38,65       |

## Classements saison 2024

### Tableau des gains («Money list»)
| Cla. | Golfeurs          | Gains        | Victoires | Top-10 | Top-25 | Nbre de tournois joués |
| ---- | ----------------- | ------------ | --------- | ------ | ------ | ---------------------- |
| 1    | Scott Scheffler   | 29 228 357 $ | 7         | 16     | 17     | 19                     |
| 2    | Xander Schauffele | 18 355 910 $ | 2         | 14     | 20     | 21                     |
| 3    | Hideki Matsuyama  | 11 237 611 $ | 2         | 7      | 11     | 19                     |
| 4    | Wyndham Clark     | 10 901 416 $ | 1         | 8      | 9      | 20                     |
| 5    | Rory McIlroy      | 10 893 790 $ | 2         | 7      | 15     | 19                     |

### FedEx Cup

#### Attribution des points
| Position finale                      | 1st   |
| ------------------------------------ | ----- |
| Majeurs & The Players                | 750   |
| Evènements signature                 | 700   |
| Autres tournois de la PGA            | 500   |
| Evènement par équipe (chaque joueur) | 400   |
| Evènements additionnels              | 300   |
| Evènement de la phase finale         | 2,000 |

| Position       | 1st | 2nd | 3rd | 4th | 5th | 6th–10th | 11th–15th | 16th–20th | 21st–25th | 26th–30th |
| -------------- | --- | --- | --- | --- | --- | -------- | --------- | --------- | --------- | --------- |
| Starting score | −10 | −8  | −7  | −6  | −5  | −4       | −3        | −2        | −1        | E         |

#### Classement
Le classement de la FedEx Cup.
| 1   | Drapeau des États-Unis                                | Scheffler    | 1   | 1   | T8  | T41 | T7  | T5  | T6  | T10 | 1   | 1   | •   | 1   | 1   | T3  | T2 | T2  |    |    |   | 5,993 | 4   | T33 | 6,615 | –10 | –30 | 19 | 29.23 | 8.00 | 25.00 |
| 2   | Drapeau des États-Unis                                | Morikawa     | T45 | T3  | T4  | T14 | T16 | T5  | T14 | T19 | CUT | 9   | T16 | 2   | T13 | 4   | T4 |     |    |    |   | 2,456 | T22 | T28 | 2,714 | –4  | –26 | 21 | 8.37  | 4.40 | 12.50 |
| 3   | Drapeau des États-Unis                                | Theegala     | T9  | T45 | T12 | T32 | CUT | 2   | T20 | T37 | T6  | 2   | T52 | T12 | T48 | 5   | T4 | T6  |    |    |   | 2,037 | T46 | 48  | 2,114 | –3  | –24 | 24 | 8.28  | 2.80 | 7.50  |
| T4  | Drapeau des États-Unis                                | Henley       | CUT | T38 | T23 | T7  | 5   | T52 | T58 | T24 | T4  | T12 | T10 | T27 | T48 | T4  | 4  |     |    |    |   | 1,671 | T30 | T22 | 1,933 | –2  | –19 | 19 | 5.08  |      | 4.83  |
| T4  | Drapeau des États-Unis                                | Schauffele   | T2  | 8   | 1   | T7  | 1   | T10 | T54 | T4  | T25 | T18 | 2   | T8  | T13 | T3  | T9 | T5  |    |    |   | 4,057 | T2  | T5  | 5,422 | –8  | –19 | 21 | 18.36 | 6.00 | 4.83  |
| T4  | Drapeau de l'Australie                                | Scott        | T45 | T22 | CUT | T32 | T10 | •   | T20 | T19 | CUT | •   | T29 | •   | T39 | T8  | 2  |     |    |    |   | 1,041 | T18 | T2  | 2,058 | –3  | –19 | 19 | 4.75  |      | 4.83  |
| 7   | Drapeau de la Corée du Sud                            | Im           | T31 | CUT | CUT | CUT | T7  | T5  | T66 | T44 | T18 | T12 | T4  | T8  | T3  | T9  | T4 |     |    |    |   | 1,896 | T40 | T11 | 2,220 | –3  | –18 | 25 | 6.12  | 2.20 | 2.75  |
| 8   | Drapeau des États-Unis                                | Clark        | T2  | CUT | CUT | T56 | CUT | T29 | 1   | CUT | 2   | T3  | T47 | CUT | T9  | T10 |    |     |    |    |   | 2,154 | T7  | T13 | 2,708 | –4  | –17 | 20 | 10.90 | 4.00 | 2.25  |
| T9  | Drapeau de l'Irlande                                  | Lowry        | T19 | T43 | T6  | T19 | 6   | •   | •   | •   | 3   | T64 | T47 | 49  | T9  | T4  | 1  |     |    |    |   | 1,867 | T50 | T13 | 2,099 | –3  | –16 | 20 | 6.10  | 2.00 | 1.61  |
| T9  | Drapeau du Japon                                      | Matsuyama    | T6  | T38 | T35 | 6   | T66 | 58  | T71 | 1   | T12 | •   | •   | T8  | T23 | T7  |    |     |    |    |   | 1,899 | 1   | WD  | 3,899 | –7  | –16 | 19 | 11.24 | 2.40 | 1.61  |
| T9  | Drapeau de l'Irlande du Nord (drapeau du Royaume-Uni) | McIlroy      | T19 | T22 | T12 | 2   | CUT | •   | T66 | T24 | T21 | T33 | 1   | T15 | •   | 3   | 1  | T4  | T4 |    |   | 2,545 | T68 | T11 | 2,829 | –4  | –16 | 19 | 10.89 | 4.80 | 1.61  |
| T12 | Drapeau des États-Unis                                | Burns        | T45 | CUT | CUT | T9  | T31 | T33 | 10  | T10 | T30 | T44 | T13 | T15 | T55 | T6  | T3 | T10 |    |    |   | 1,265 | T5  | T2  | 2,518 | –4  | –15 | 21 | 6.19  |      | 1.00  |
| T12 | Drapeau de la Norvège                                 | Hovland      | T62 | CUT | 3   | CUT | CUT | T22 | T58 | T19 | T36 | •   | T24 | T15 | T20 |     |    |     |    |    |   | 854   | T2  | T26 | 1,967 | –2  | –15 | 16 | 4.62  |      | 1.00  |
| T14 | Drapeau du Canada                                     | Pendrith     | CUT | •   | CUT | T16 | •   | •   | •   | •   | •   | •   | T10 | T33 | T23 | T10 | T9 | 1   | 5  |    |   | 1,324 | T22 | T13 | 1,668 | –1  | –14 | 24 | 4.58  |      | 0.91  |
| T14 | Drapeau des États-Unis                                | Thomas       | CUT | CUT | T8  | CUT | T31 | •   | T6  | CUT | T12 | T5  | T21 | T33 | T5  | T3  |    |     |    |    |   | 1,445 | T30 | T39 | 1,617 | E   | –14 | 19 | 4.48  |      | 0.91  |
| 16  | Drapeau de la Suède                                   | Åberg        | 8   | 2   | CUT | T12 | CUT | T47 | 2   | T19 | T25 | T10 | •   | T5  | T27 | T9  | T4 |     |    |    |   | 2,092 | T40 | T2  | 2,980 | –5  | –12 | 19 | 9.73  | 3.40 | 0.80  |
| T17 | Drapeau des États-Unis                                | Cantlay      | T68 | T22 | T53 | T3  | T25 | T12 | T11 | T4  | T36 | T3  | T29 | CUT | T5  |     |    |     |    |    |   | 1,780 | T12 | T13 | 2,221 | –4  | –11 | 19 | 6.28  |      | 0.76  |
| T17 | Drapeau de l'Écosse                                   | MacIntyre    | CUT | •   | T8  | CUT | T50 | •   | •   | •   | •   | •   | •   | •   | T16 | T6  | T8 | 1   | 1  |    |   | 1,535 | T7  | WD  | 1,885 | –2  | –11 | 25 | 5.40  |      | 0.76  |
| T17 | Drapeau de la France                                  | Pavon        | CUT | T12 | CUT | 5   | T50 | •   | 3   | •   | T52 | T49 | 67  | CUT | T16 | T7  | 1  |     |    |    |   | 1,569 | T46 | T33 | 1,690 | –1  | –11 | 19 | 5.25  |      | 0.76  |
| 20  | Drapeau de l'Angleterre                               | Fleetwood    | T35 | T3  | T26 | T16 | CUT | T47 | T31 | T10 | CUT | T49 | T13 | T20 | 15  | T7  |    |     |    |    |   | 1,223 | T22 | T5  | 1,747 | –1  | –10 | 19 | 4.61  |      | 0.72  |
| T21 | Drapeau de la Corée du Sud                            | An           | CUT | T16 | T43 | CUT | T13 | 4   | T31 | T16 | T8  | 67  | 3   | T22 | WD  | T2  | T4 |     |    |    |   | 1,755 | T33 | T13 | 2,040 | –2  | –8  | 22 | 5.87  |      | 0.66  |
| T21 | Drapeau des États-Unis                                | Bradley      | CUT | T22 | T18 | T32 | CUT | T45 | T11 | CUT | T36 | T55 | T21 | T43 | T39 | T2  | T2 |     |    |    |   | 1,075 | T59 | 1   | 3,096 | –6  | –8  | 22 | 6.88  |      | 0.66  |
| T23 | Drapeau des États-Unis                                | Finau        | T45 | T55 | T18 | T3  | CUT | T38 | T47 | T19 | •   | T12 | T52 | T8  | T5  | T6  | T2 |     |    |    |   | 1,635 | T16 | T13 | 2,047 | –3  | –6  | 22 | 5.71  |      | 0.62  |
| T23 | Drapeau des États-Unis                                | Horschel     | CUT | •   | T8  | T41 | T2  | •   | •   | •   | •   | •   | T52 | T15 | T55 | T9  | T7 | 1   | T7 |    |   | 1,392 | T10 | T22 | 1,838 | –1  | –6  | 23 | 5.04  |      | 0.62  |
| T23 | Drapeau de l'Angleterre                               | Rai          | T35 | •   | T39 | T19 | T75 | •   | •   | •   | •   | •   | •   | •   | •   | T7  | T4 | T2  | T7 | T4 | 1 | 1,381 | T16 | T43 | 1,639 | E   | –6  | 25 | 4.61  |      | 0.62  |
| 26  | Drapeau des États-Unis                                | Bhatia       | CUT | T35 | CUT | T16 | CUT | T14 | •   | •   | •   | T18 | 42  | T22 | T5  | 1   | T2 |     |    |    |   | 1,610 | T12 | 45  | 1,891 | –2  | –5  | 26 | 5.34  |      | 0.59  |
| T27 | Drapeau des États-Unis                                | Kirk         | T26 | T16 | CUT | T26 | T31 | 1   | T26 | CUT | T44 | T10 | T43 | CUT | T63 |     |    |     |    |    |   | 1,318 | T50 | T9  | 1,656 | E   | –3  | 21 | 6.02  |      | 0.58  |
| T27 | Drapeau de l'Autriche                                 | Straka       | T16 | T16 | CUT | T56 | T22 | T12 | T26 | CUT | T57 | T5  | T8  | T5  | T23 | T5  |    |     |    |    |   | 1,498 | T61 | T13 | 1,721 | –1  | –3  | 23 | 4.60  |      | 0.58  |
| T29 | Drapeau d'Afrique du Sud                              | Bezuidenhout | T13 | •   | CUT | T32 | CUT | •   | T20 | T24 | T44 | T28 | T16 | 4   | T23 | T9  |    |     |    |    |   | 1,406 | T22 | T33 | 1,628 | E   | +3  | 23 | 5.03  |      | 0.56  |
| T29 | Drapeau des États-Unis                                | Hoge         | T54 | •   | T23 | CUT | T72 | T38 | T6  | 8   | T12 | T18 | T38 | T45 | T3  |     |    |     |    |    |   | 1,411 | T46 | T13 | 1,655 | E   | +3  | 26 | 4.63  |      | 0.56  |